# Sadik Hakim
Sadik Hakim, geboren als Argonne Dense Thornton (Duluth, 15 juli 1919 - New York, 20 juni 1983), was een Amerikaanse jazzpianist en componist.

## Biografie
Zijn muzikale opleiding kreeg Argonne Thornton van zijn grootvader, die muziekleraar was. Hij kwam in 1940 naar New York, speelde tot 1946 met Ben Webster, van 1946 tot 1948 met Lester Young (I'm Confessin' , No Eyes Blues, 1947) en met Slam Stewart. In 1945 was hij betrokken bij de legendarische 'Koko'-sessie (The Charlie Parker Story) van Charlie Parker. Bovendien nam hij platen op met Buddy Tate en Dexter Gordon. Hij was in 1947 betrokken bij de compositie van Eronel van Thelonious Monk. Thornton telt ook als de feitelijke componist van het succesnummer Jumpin' With Symphony Sid van Lester Young.
In 1947 ging Thornton over naar de islam, wijzigde hij zijn naam in Sadik Hakim en trad hij voornamelijk op onder deze naam. In 1949 ging hij naar Montreal en speelde in het daar aanwezige bopcircuit. Vanwege een drugsvergrijp moest hij Canada in 1950 weer verlaten. In New York werkte hij tijdens de jaren 1950 met James Moody, Sonny Rollins en Buddy Tate. Van 1966 tot 1976 keerde Hakim terug naar Montreal, had daar een eigen band, radio- en tv-optredens en nam hij platen op met Charlie Biddle en Sonny Stitt. Bij de begrafenis van Thelonious Monk speelde hij diens compositie  'Round Midnight. In het daaropvolgende jaar (juni 1983) overleed hij zelf op 63-jarige leeftijd.

## Overlijden
Sadik Hakim overleed in juni 1983 op 63-jarige leeftijd.

## Discografie
Albums onder zijn eigen naam
- 1977: Witches, Goblins, etc. (1977)

Albums als sideman
- Lester Young: The Complete 1936–1951 Small Group Sessions, Vol. 4 (Blue Moon Records)
- Lester Young: The Complete Aladdin Recordings of Lester Young (Blue Note Records)
- Charlie Parker: The Genius Of Charlie Parker (1945–1948)
- Charlie Parker: The Charlie Parker Story (Savoy, 1945)
- Dexter Gordon: Dexter Rides Again (Savoy, 1945–1947)
- Eddie Lockjaw Davis: 1946–1947 (Classics)
- Eddie Jefferson: There I Go Again (Prestige, 1953–1969)
- James Moody: Moody's Mood For Blues (OJC, 1954–1955)